# X. Ráma thaiföldi király
Maha Vadzsiralongkorn (thai: วชิราลงกรณ [wá.tɕʰí.rāː.lōŋ.kɔ̄ːn]), másképp X. Ráma (Bangkok, 1952. július 28. –), Thaiföld királya, Bhumibol Aduljadezs király és Szirikit királynő egyetlen fia. 
1972-ben, 20 évesen az apja koronaherceggé tette. Apja 2016-ban bekövetkezett halála után az év végén vette át a trónt.
Thaiföldön a világ egyik legszigorúbban betartatott lèse majesté törvénye védi. Személyének vagy hozzátartozó személyek, dolgok kritizálása súlyos büntetéssel jár együtt.
Ellentmondásos személy kicsapongó életmódja, tekintélyelvű stílusa, a kritikusok elleni kemény fellépése és demokráciaellenessége miatt. A 2020-as évek elején a világ leggazdagabb uralkodója, mintegy 70 milliárd dolláros összvagyonával.

## Családja
2020-ig négyszer nősült, első három feleségétől elvált, és összesen hét gyermeke van.

## Magánélete
A király hírhedt szexuális promiszkuitásáról, amely alattvalói előtt is nagyban befolyásolja a róla alkotott képet. A külföldi sajtóban playboy király-nak nevezik.
Azokat az újságokat, amelyek bármilyen módon bírálták vagy pedig adatokat hoztak nyilvánosságra pl. a király üzleti kapcsolatairól, egyszerűen betiltották, míg a külföldi lapoknak csak azon számait tiltották be az országban, amelyek a király kényes dolgaival foglalkoztak.
A királyt kiszámíthatatlan különcnek tartják, a lakosság körében általában félelem és gyűlölet övezi.
Szeszélyét jól tükrözi, hogy a király egyik kutyáját, egy Fufu nevű uszkárt a légierő főmarsaljának nevezte ki, sőt a WikiLeaks 2009. november 12-én kiszivárogtatott egy házi videót, amin a király akkori feleségével, egy volt színésznővel (aki egy G-húros tangát viselt) és a szolgálókkal Fufu születésnapját ünneplik. A videót egy, a királyról szóló ausztrál dokumentumfilmben is felhasználták.

## Díjai
- 1987: III. Károly-rend (Real y Distinguida Orden Española de Carlos III ) Nagykeresztje. (Spanyolország) [14]
- 1996: A Királyi Viktoriánus Rend (Royal Victorian Order) Nagykeresztje (Nagy-Britannia)
- 2001: Az Elefánt Rend (Elefantordenen) lovagja (Dánia)
- Számos kitüntetés a thai elismerések rendszerében